# فواني
فواني هي قرية تقع في جزيرة أنجوان في جزر القمر. بلغ عدد سكانها 1563 نسمة حسب إحصاء عام 1991.